# Фердинандо и Каролина (фильм 1999)
«Фердинандо и Каролина» (итал. Ferdinando e Carolina) — историческая итало-французская комедия, снятая итальянским режиссёром Линой Вертмюллер в 1999 году.

## Сюжет
Действия разворачиваются в конце XVIII века: Неаполь находится под властью династии Бурбонов. Старый король Фердинанд, который вошел в историю самыми жестокими преследованиями, находится при смерти и вспоминает свою молодость. Когда-то он вел разгульный образ жизни, проказничал с местными мальчишками. Он уже с юности знал, что ему предстоит брак с одной из дочерей императрицы Марии Терезы. Вместо Жанны-Марии, которая умерла от оспы, и ее сестры Марии-Юзефы, которая также заразилась этой болезнью, ему сулят другую невесту молоденькую эрц-герцогиню Марию-Каролину, которая также является дочерью австрийской императрицы Марии-Терезы. Казалось бы, подобный династический альянс, политический брак, без любви, не приведёт к чему-то большему между героями. Но обнаруживается, что у них есть нечто общее — пылкая страсть друг к другу. У королевы Неаполя рождаются две дочки, но все, а особенно Австрия, ждут наследника престола. Не желая, чтобы король оказался во власти своей жены, придворные подыскивают ему любовницу, узнав о которой королева тоже заводит интрижку. На фоне этих событий во Франции разгорается революция, захватившая впоследствии всю Европу.

## В ролях
- Серджо Ассизи — Фердинандо I король двух Сицилий
- Габриэлла Пессион — Мария Каролина Австрийская
- Николь Гримаудо — принцесса Медины
- Адриано Панталео — молодой Фердинандо I Бурбонский
- Марио Скачча — старый Фердинандо I Бурбонский
- Лола Паньяни — Сара Гудар (Sara Goudar)
- Карло Каприоли — Иосиф II
- Мойра Грасси — графиня Сан Марко
- Лео Бенвенути — Бернардо Тануччи
- Иза Даниэли — Фравулелла (Fravulella)
- Сильвана Де Сантис — императрица Мария Тереза

## Награды и номинации
1999 — Давид ди Донателло
- Номинация «Лучший актер второго плана» — Марио Скачча
- Номинация «Лучший дизайн декораций» — Энрико Джоб
- Номинация «Лучшие костюмы» — Джино Персико

2000 — Серебряная лента
- Номинация «Лучшие костюмы» — Джино Персико